# Bedhaya

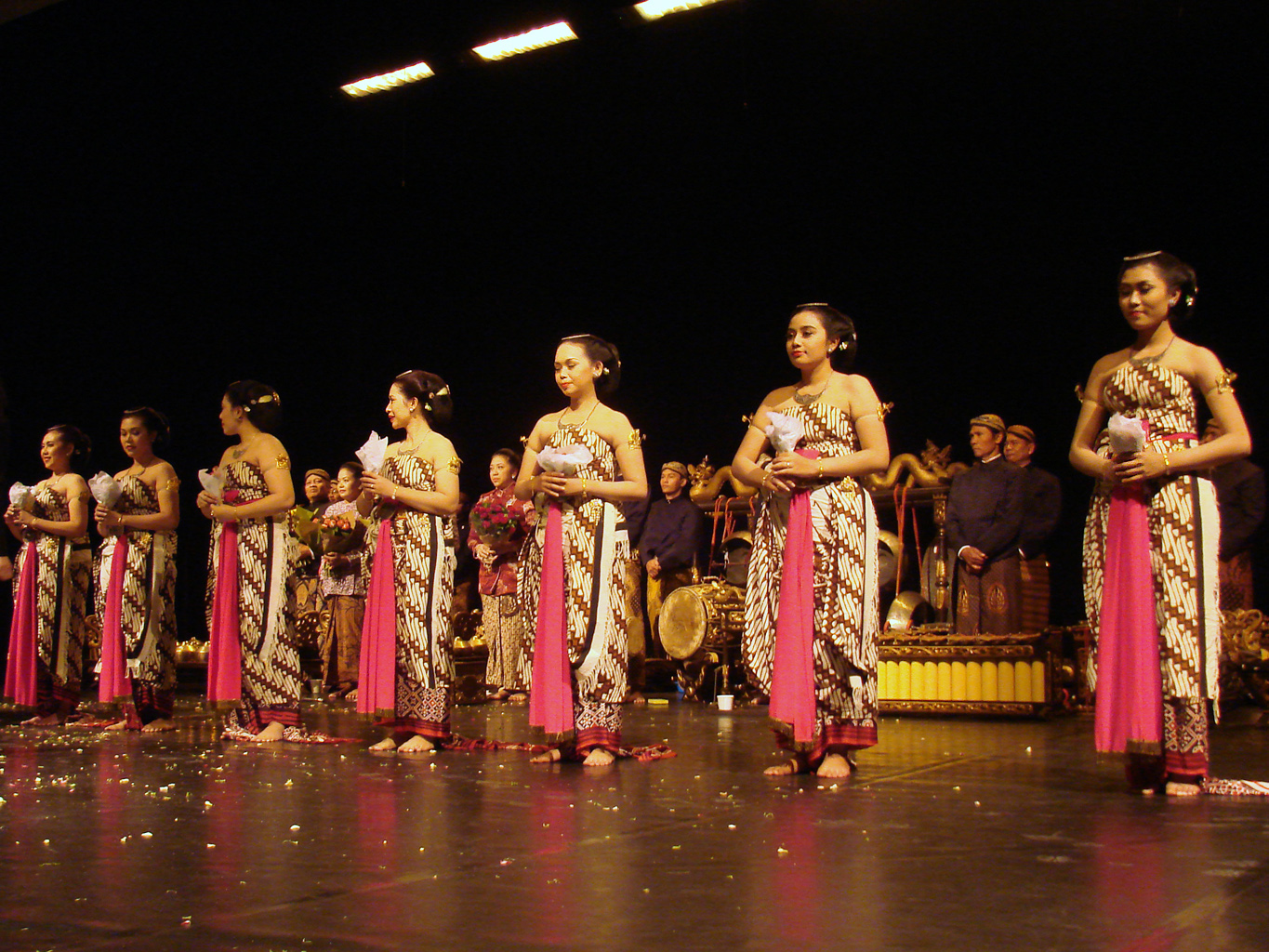
Le bedhaya au Festival de l'Imaginaire de 2009

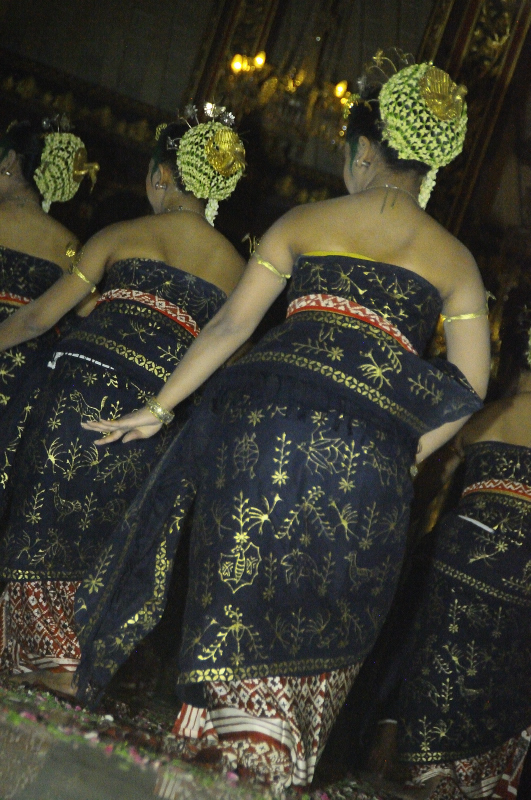
Le Bedhaya Ketawang de la cour de Surakarta

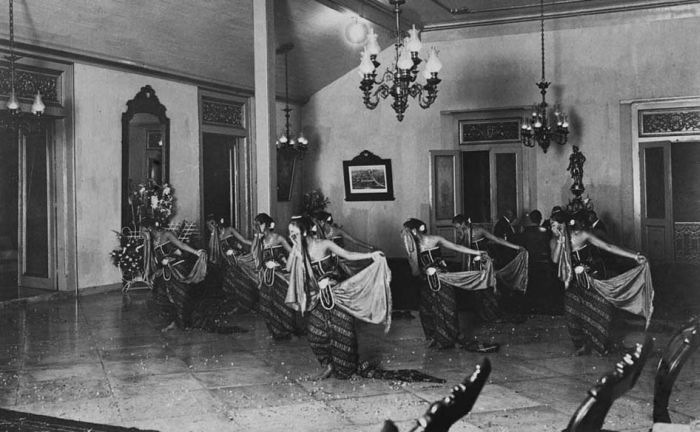
Bedhaya lors du mariage d'une princesse de la cour du Mangkunegaran en 1921

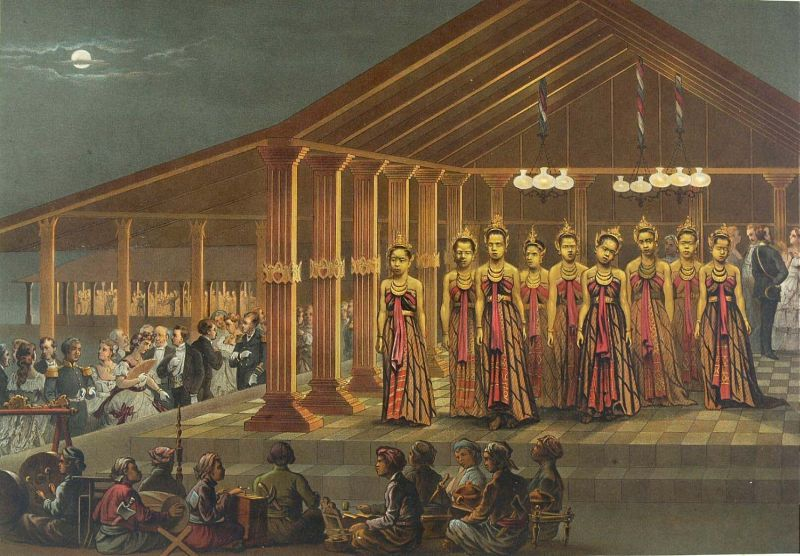
Lithographie représentant des danseuses de bedhaya à la cour du sultan de Yogyakarta (1876)

Le bedhaya, qu'on écrit aussi bedhoyo, bedoyo ou beḍaya (le "a" javanais se prononce ici fermé, comme un "å" suédois), est une danse rituelle sacrée des cours royales et princières de Surakarta et Yogyakarta dans le centre de l'île de Java. Avec une autre danse de cour, le serimpi, le bedhaya incarne le caractère alus ("délicat") de l'art de cour. Le bedhaya symbolise en outre le pouvoir du souverain.
Chacune des quatre cours a sa forme suprême de bedhaya. À Surakarta, le kraton (palais royal) a le Bedhaya Ketawang et la "cour mineure", la principauté du Mangkunegaran, le Bedhaya Anglirmendung. A Yogyakarta, le kraton possède le Bedhaya Semang et la cour mineure de la principauté du Pakualaman, le Bedhaya Tejanata.
Au début du XXIe siècle, le Semang n'est plus dansé à Yogyakarta. En revanche, le Ketawang est exécuté chaque année, le deuxième jour du mois javanais de Ruwah (mai dans le calendrier grégorien), pour célébrer l'anniversaire de l'ascension sur le trône du Susuhunan (roi) de Surakarta. Neuf femmes de la famille royale l'exécutent devant un public restreint. Être invité à une représentation est évidemment un honneur.

## Origine
Il semble qu'à l'époque du royaume de Majapahit (XIVe-XVe siècles) il ait existé une danse exécutée par des femmes appelée bedhaya. Certains auteurs estiment que des mouvements de la danse actuelle remonteraient au IIIe siècle. La tradition javanaise fait remonter la danse actuelle à l'époque du Sultan Agung de Mataram (règne 1613–1645). Nous n'avons toutefois pas de trace historique de l'art de cour du Sultan Agung. Les premiers écrits sur le bedhaya datent en fait de la fin du XVIIIe siècle.
Il existe différents mythes qui expliquent l'origine du bedhaya. En général, ils racontent l'histoire d'une rencontre entre une divinité de l'hindouisme : Shiva, Brahma, Vishnu, Indra, ou encore le Bouddha), ou enfin la Ratu Kidul, la "reine du Sud", avec un des souverains fondateurs de la dynastie de Mataram, soit le Sultan Agung soit son grand-père, Senapati. Dans le cas de divinités hindouistes ou du Bouddha, les neuf danseuses sont des créatures de ces divinités, qui dansent pour exprimer leur gratitude. Dans le cas de Ratu Kidul, celle-ci danse pour dire son amour au roi, et les neuf danseuses représentent l'esprit de la reine.
Avec la perte de pouvoir des cours royales, des formes plus accessibles de bedhaya ont été créées, non plus comme rituels mystiques, mais comme spectacle. Elles ne requièrent pas une présence royale. En général, elles racontent des histoires tirées du théâtre d'ombre wayang.

## La danse
Le bedhaya s'exécute sous un pendopo, pavillon ouvert qui joue le rôle de salle de réception dans les palais javanais. En son milieu, le souverain est assis sur un trône. La danse comporte trois parties. Dans chacune d'elles, les danseuses entrent en scène depuis une pièce au fond de la salle, s'approchent du trône en une seule file, dansent devant le souverain, puis se retirent, toujours en une seule file. Elles s'approchent et se retirent par des côtés opposés du trône, en faisant le tour dans le sens des aiguilles d'une montre, conformément à la tradition bouddhiste et shivaïte de vénération.
Chacune des neuf danseuses porte un nom, qui désigne une place particulière dans le dispositif changeant de la chorégraphie. Selon les sources, ces noms diffèrent sources, mais il y a un accord sur les grandes lignes. On trouve ainsi : l'être humain, représentant le taṇhā (mot qui désigne le désir dans le bouddhisme), quatre chakra (dont les trois premiers sont utilisés pour nommer des notes de la gamme pentatonique javanaise slendro), et les quatre membres :
1. èndhèl ou èndhèl ajeg, "désir", "attachement"
2. pembatak ou batak, "tête", "esprit"
3. gulu ou jangga, "cou"
4. dhadha, "poitrine"
5. buncit ou bunthil, "queue", "parties génitales", "coccyx"
6. apit ngajeng ou apit ngarep, "bras droit", "flanc droit", "devant"
7. apit wingking ou apit mburi, "bras gauche", "flanc gauche", "derrière"
8. èndhèl weton, èndhèl wedalan ngajeng ou èndhèl jawi, "jambe droite", "désir émergent", "désir émergent du devant", "désir extérieur"
9. apit meneng ou èndhèl wedalan wingking, "jambe gauche", "flanc tranquille", "désir émergent de derrière".

Les deux premières parties de la danse comportent chacune deux dispositions, qui présentent de légères variations, alors que la dernière partie en comporte une quatrième.
La première disposition a la forme d'un être humain, les cinq premières danseuses se mettant en ligne au milieu, et celles représentant les côtés droit et gauche se plaçant respectivement devant et derrière par rapport au prince. Dans la deuxième disposition, les danseuses se répartissent en deux groupes qui se font face, les bras et le désir d'un côté, les chakra et les jambes de l'autre.
Dans la troisième partie de la danse, il y a une partie supplémentaire qui représente la rencontre entre les danseuses du désir et de la tête de la deuxième disposition, tandis que le reste des danseuses s'est assis. La troisième disposition met les danseuses, soit en rang (Surakarta), soit avec les bras d'un côté et le désir au milieu (Yogyakarta).
La disposition finale est une grille de trois sur trois (rakit tiga-tiga), avec les trois chakra supérieurs disposés en colonne au milieu.

## Musique et texte
Le bedhaya est accompagné d'un chœur de femmes et d'hommes appelé sindhen. Le style de leur chant est appelé sindhenan lampah sekar. Autrefois, seules des femmes chantaient. Depuis les années 1940 au moins, des hommes font partie du chœur.

## Interdits
De nombreux interdits frappent l'exécution et les répétitions du Bedhaya Ketawang, que ce soit la danse ou le chant qui l'accompagne. La répétition ne peut se tenir qu'une fois tous les 35 jours, le soir de la veille d'un jeudi coïncidant avec Kliwon, le dernier jour de la semaine javanaise de cinq jours. La danse n'est exécutée que le jour anniversaire de l'accession du Susuhunan au trône. La danse, même lors des répétitions, est précédée d'offrandes, dont nombre sont prescrites dans le Gandavyūha Sūtra, une des trois éléments les plus importants du Avataṃsaka sūtra. Les danseuses doivent jeûner et se soumettre à un rituel de purification. Elles sont habillées dans une tenue de mariage appelée dodot et s'enduire la partie supérieure du corps de boreh (curcuma).
Quant au texte du chant, considéré comme sacré, on ne peut le recopier littéralement. Il faut le faire avec quelques « erreurs » volontaires.
Ces interdits sont justifiés par le fait que les Javanais croient que pendant la danse, des envoyés de la Ratu Kidul, la « reine du Sud », sont présents.